# Вочаж
Во́чаж — посёлок в составе Кемского городского поселения Кемского района Республики Карелия.

## Общие сведения
Посёлок расположен на правом берегу реки Кемь в 16 км к западу от города Кемь и в 345 км к северу от Петрозаводска.
В посёлке находится Подужемская ГЭС на реке Кемь (выше плотины — Подужемское водохранилище, ниже — Путкинское водохранилище). На левом берегу вблизи посёлка расположены дачные посёлки и недействующий аэродром Кемь (Подужемье).
Через посёлок проходит автодорога «Кола» (Санкт-Петербург — Мурманск), от неё сразу за плотиной ГЭС вдоль левого берега отходит дорога к городу Кемь. Ближайшая ж.-д. станция — Кемь.

## Население
| 2002 | 2009 | 2010 | 2013 |
| ---- | ---- | ---- | ---- |
| 30   | ↗47  | ↘44  | ↘43  |